# Hyphessobrycon amandae
Hyphessobrycon amandae är en fiskart som beskrevs av Jacques Géry och Uj, 1987. Hyphessobrycon amandae ingår i släktet Hyphessobrycon och familjen Characidae. Inga underarter finns listade i Catalogue of Life.